# Cookie dough

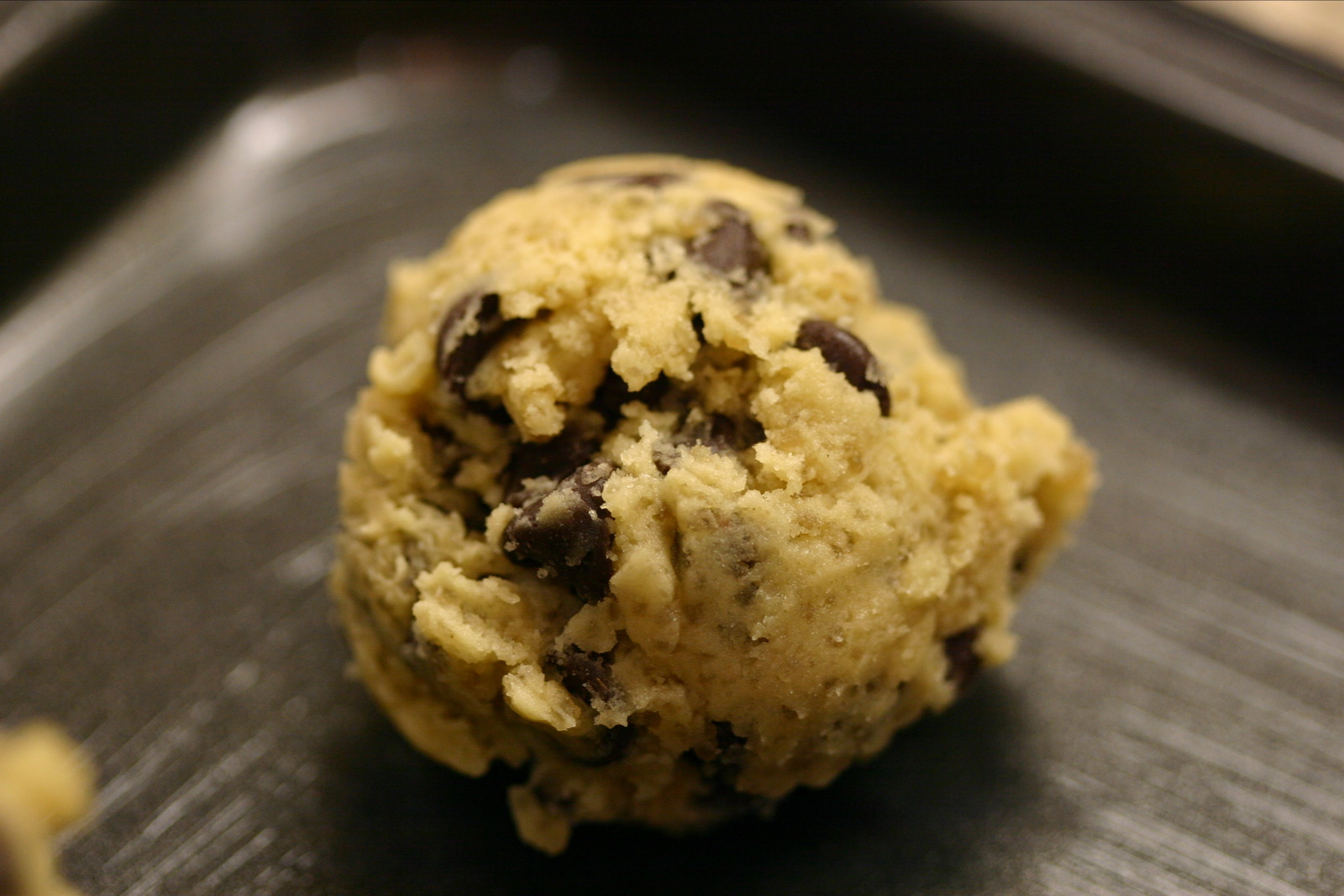
Cookie dough voor chocolate chipcookies.

Cookie dough (koekjesdeeg) is het Engelse woord voor het deeg waarvan koekjes worden gemaakt. Cookie dough is ook de naam van een soort roomijs met vanillesmaak waarin zowel het deeg als stukjes chocolade zijn verwerkt.

## Gezondheidszorgen
Omdat het deeg vaak rauw ei bevat kan het eten van ongebakken deeg leiden tot voedselvergiftiging. De Amerikaanse Voedsel en Warenautoriteit (FDA) raadt het rauw eten van alle voedselproducten met rauw ei ook af. Koekjesdeeg dat gemaakt wordt om rauw te consumeren, bevat dan ook geen rauwe eieren of wordt enkel gemaakt met gepasteuriseerde eieren. Het eten van die producten is dan ook veilig. In juni 2009 begonnen Nestlé en de FDA een terugroepactie voor het deeg van Nestlé. Het deeg werd teruggeroepen vanwege potentieel gevaarlijke hoeveelheden van de E.coli bacterie. Er zijn meer dan zevenduizend gevallen bekend die gelinkt zijn met cookie dough, geen één liep fataal af. Sinds 2012 gebruikt Nestlé een andere productiemethode die dit soort gevallen moet voorkomen.

## Algemene ingrediënten
- Boter of margarine
- suiker
- Basterdsuiker
- Zuiveringszout
- Keukenzout
- Eieren
- Olijfolie
- Vanille
- Bloem
- Bakpoeder
- Castoreum